# Charapuato
Charapuato är en ort i Mexiko.   Den ligger i kommunen Degollado och delstaten Jalisco, i den centrala delen av landet, 300 km väster om huvudstaden Mexico City. Charapuato ligger 1 668 meter över havet och antalet invånare är 303.
Terrängen runt Charapuato är platt norrut, men söderut är den kuperad. Runt Charapuato är det tätbefolkat, med 343 invånare per kvadratkilometer. Närmaste större samhälle är La Piedad Cavadas, 8,8 km sydost om Charapuato. I omgivningarna runt Charapuato växer huvudsakligen savannskog.